# Ju-hszia
A juhszia (youxia) (hagyományos kínai: 遊俠, egyszerűsített kínai: 游侠), vagyis kínai vándor kardforgató, kóborló lovag egy fajta lovagias hős, hasonló, mint a középkori Európa vándorlovagjai. A Han-dinasztia idejében (Kr. e. 206/202–Kr. u. 220) jelentek meg, és a Csing-dinasztia (Qing-dinasztia) idején (1644–1912) tűntek el.

## Történelmi háttér
A ju-hszia (youxia) kínai szó szó szerinti jelentése vándorló erő, általában kóbor lovagnak, lovagnak, kalandornak, szerencsevadásznak fordítják. A vándorló erő kifejezés arra utal, hogy ezek a férfiak utazgattak a földeken át és segítettek a közönséges embereken vagy akár a királyságnak javítani a rossz dolgokon. A kínai kóbor lovagok nem valamely konkrét társadalmi osztályból jöttek. Különböző történelmi dokumentumok, vu-hszia (wuxia) regények és népmesék írják le őket, mint hercegek, állami hivatalnokok, költők, zenészek, orvosok, katonák, kereskedők és hentesek. Némelyikük ugyanolyan jól bánt az íróecsettel, mint a többiek a karddal, lándzsával.
Dr. James J. Y. Liu (1926 - 1986), Kína és az összehasonlító irodalom stanfordi professzora szerint egy ember vérmérséklete és szabadságvágya, és nem a társadalmi helyzete az, ami az oka volt a vándorlásnak és segítségnyújtásnak. Dr. Liu úgy véli, ez azért van, mert az ilyen lovagok többsége Kína északi részéből származott, mely szomszédos az „északi nomád törzsekkel, akik életét a mozgás szabadsága és a katonai erény tölti ki.” A lovagok legtöbbje Hopej (Hebei) és Honan (Henan) tartományokból származott.

## Fordítás
- Ez a szócikk részben vagy egészben  a   Chinese knight-errant című angol Wikipédia-szócikk fordításán alapul.  Az eredeti cikk szerkesztőit annak laptörténete sorolja fel. Ez a jelzés csupán a megfogalmazás eredetét és a szerzői jogokat jelzi, nem szolgál a cikkben szereplő információk forrásmegjelöléseként.